# Alfred Schnittke
Alfred Gàrrievitx Xnitke, rus: Альфре́д Га́рриевич Шни́тке, conegut habitualment com a Alfred Schnittke (Engels, Saràtov, 24 de novembre de 1934 - Hamburg, 3 d'agost de 1998) fou un important compositor soviètic.
Compositor rus d'origen alemany que, després de ser un dels avantguardistes de l'última època soviètica, es va traslladar a Alemanya. La seva vasta obra està propera a la postmodernitat i al borrowing. Nou simfonies, nombrosos concerts instrumentals, sis concerti grossi, òperes com La història del Dr. Johann Faustus (1994) o La vida amb un idiota (1992), música de cambra, componen la seva obra.

## Biografia

### Antecedents familiars
Schnittke va néixer a Engels, Rússia, l'any 1934. La seva família era de parla alemanya i sempre va considerar el dialecte alemany del Volga la seva llengua materna.
El seu pare, Harry Victorovitx Schnittke (1914 - 1975), era un periodista i traductor jueu, nascut a Frankfurt del Main. La seva família, d'origen lituà i de parla alemanya, es va traslladar a la Unió Soviètica l'any 1927. La seva mare, Maria Iosifovna Vogel (1910 - 1972), va néixer en un poble a la regió del Volga. Es va traslladar a Engels per a gaudir de l'educació i de les oportunitats laborals de la ciutat, en aquell moment capital de la República Socialista Soviètica Autònoma dels Alemanys del Volga. Va ser professora d'alemany i correctora del Nachrichten, el diari oficial de la República. Allà va conèixer al seu futur marit.

### Joventut i estudis (1946 - 1961)
El 1946 el pare de Schnittke va ser destinat a Viena durant dos anys per a treballar per a un diari. A Viena és on Schnittke començaria a formar-se musicalment. Va rebre classes privades de piano i va compondre les primeres obres. Aquesta decisiva experiència va tenir un efecte decisiu en la seva tasca com a compositor, ja que aquesta exposició a la tradició cultural austro-alemanya va influir fonamentalment en els seus futurs gustos i enfocament de la forma i el vocabulari al llarg de la seva carrera.

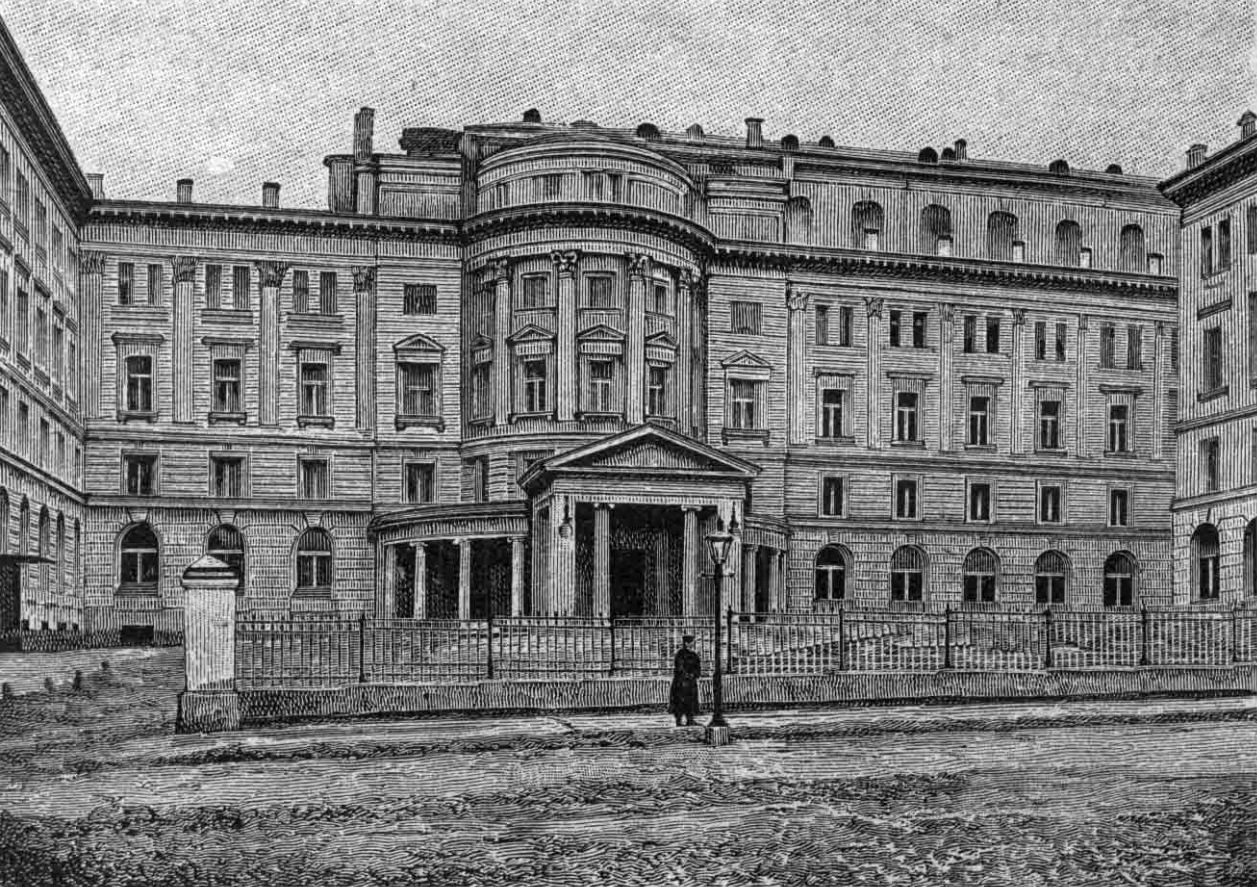
Conservatori de Moscou (1901)

L'any 1948, la família va tornar a Rússia, i es va instal·lar a Moscou. Allà va estudiar al Departament dels Mestres de cor al Col·legi de Música de la Revolució d'octubre (1949–1953) i va estudiar teoria en privat amb Iosif Rïzhkin. Més tard es va inscriure al Conservatori de Moscou i va acabar els estudis de direcció coral, i entre el 1953 i el 1958 va estudiar composició i contrapunt amb Ievgueni Gòlubev i instrumentació amb Nikolai Ràkov.
El desembre del 1953 va escoltar l'estrena de la Simfonia núm. 10 de Xostakóvitx, i va quedar molt impressionat i marcat per molt de temps. També va poder sentir l'estrena del seu Concert per a violí núm. 1, l'any 1956. Va estudiar obres de Schönberg, Berg, Webern, Stravinski, Hindemith, Orff i Kódaly, entre d'altres.
L'any 1956, Schnittke es va casar amb Galina Koltsina, una estudiant de musicologia que estudiava amb ell al Conservatori de Moscou. Tanmateix, el matrimoni va durar només tres anys.
Aquell mateix any va acabar la seva primera simfonia (núm. 0), molt influenciada per la música de Stravinski. Poc després li encarreguen una obra: Three Choruses. Un dels corals el dirigeix el rector del Conservatori, Aleksandr Svéixnikov. L'any següent acaba el seu Concert per a violí núm. 1.
Com a treball de fi de carrera, Schnittke va compondre un oratori, Nagasaki, que va ser molt criticat per "modernista" per la Unió de Compositors Soviètics. No obstant això, Xostakóvitx va elogiar l'obra, i va aconseguir que es transmetés per ràdio fora de l'URSS.
Un cop acabats els estudis superiors de composició, va continuar amb un postgrau de tres anys al Conservatori de Moscou que va acabar l'any 1961. Influenciat pel compositor Philip Herschkowitz, Schnittke va compondre diverses obres dodecafòniques al llarg dels anys seixanta. També va compondre Cançons de Guerra i Pau, l'any 1959, que seria la primera obra que es publicaria, el 1964.
L'any 1961 es va casar amb Irina Fiódorovna Kataïeva, una pianista russa, amb la qual va tenir un fill, Andreï Schnittke.

### Poliestilisme
El primer testimoni de la seva capacitat creadora fou el Concerto grosso núm. 1, on formulava un neobarroquisme lligat a perspectives avantguardistes. Va escriure diverses peces per a intèrprets com el violinista Gidon Kremer i el violoncel·lista Mstislav Rostropóvitx, i algunes de les seves nou simfonies foren estrenades per l'Orquestra Simfònica de Moscou, dirigida per Guennadi Rojdéstvenski.
El 1994 estrenà la Setena Simfonia, a Nova York, i el 1995 feu el mateix a Viena amb l'òpera Gesualdo, presentada amb honors de gran esdeveniment. Aquell mateix any estrenà a Milà una altra òpera, Historia von D. Johann Fausten, dirigida per Riccardo Muti.
Schnittke, que fou un compositor molt especial i sobretot molt discutit, se l'ha d'analitzar en la frontera entre neo-classicisme de Xostakóvitx i la música contemporània (en la línia de Nono, Maderna i Boulez).
Molt influenciat per Prokófiev i pel serialisme, Schnittke es defineix com a espiritualment compromès. Destacà en la música de cambra, però igualment en els seus concerts.

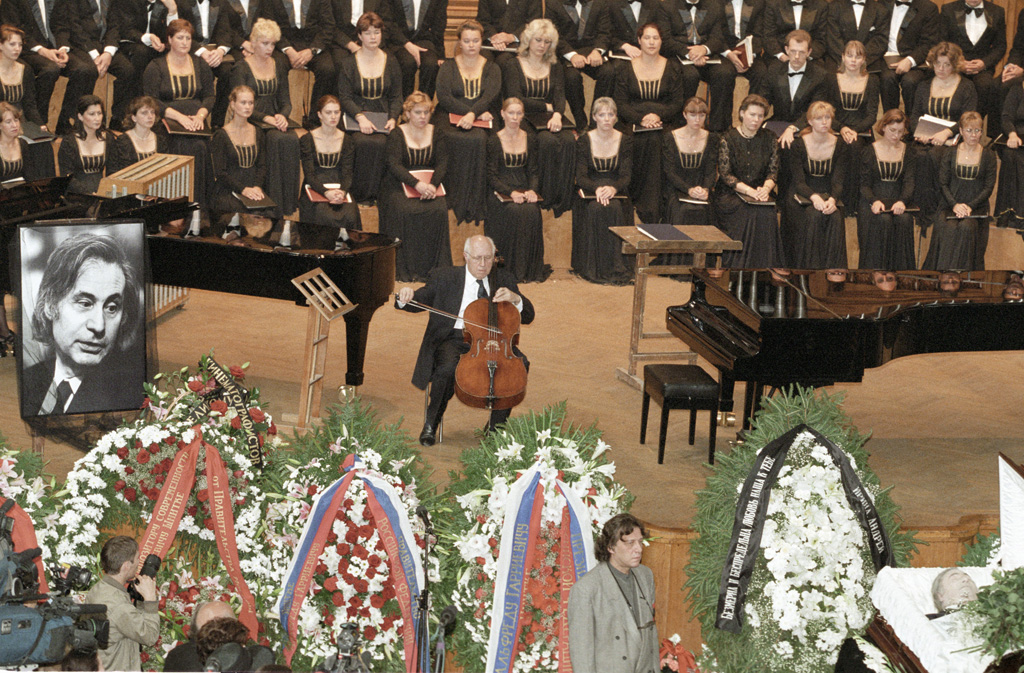
Funeral d'Alfred Schnittke. Mstislav Rostropóvitx toca al Conservatori de Moscou

### Premis i guardons
Durant la seva carrera musical, Schnittke va ser molt reconegut i elogiat internacionalment. Va rebre nombrosos premis i honors, com l'Austrian State Prize, l'any 1991; el Praemium Imperiale del Japó, l'any 1992; el Russian Culture Prize i el Bach Prize d'Hamburg, l'any 1993; i el Slava-Gloria-Prize de Moscou, arran de l'estrena de la seva Simfonia núm. 9, l'any 1998.

## Música
La música d'Alfred Schnittke és molt variada i contrastant. Les primeres obres s'influencien d'autors com Xostakóvitx, Prokófiev, Stravinski i Herschkowitz. Del neoclassicisme al serialisme, Schnittke va experimentar amb diversos estils que van complimentar les obres que compondria en el futur.
Les obres més emblemàtiques d'aquest poliestilisme són els Concerti Grosso que va compondre entre els anys 1977 i 1993. Hi inclou instruments barrocs com el clavicèmbal, però també hi ha tècniques del segle xx, com el piano preparat. Utilitza citacions molt evidents d'autors com Händel o Bach, però sap combinar-los amb textures denses com el cluster. També recupera formes i motius melòdico-rítmics dels clàssics, combinant-los amb contrapunts contemporanis i tècniques compositives noves.

## Interrelació motívica entre obres
Schnittke freqüentment utilitzava els mateixos motius o temes en obres diferents. Tanmateix, ell no veia aquest fet com un aspecte simbòlic, és a dir, no utilitzava els motius reiteradament per a donar-los cap mena d'èmfasi o importància essencial. Tampoc considerava que tinguessin una explicació verbal o literal. Com va dir Schnittke:
| «                                                                                          | És més la sensació que han d'aparèixer, i per això els escric. Però el fet que hagin d'aparèixer no depèn de cap justificació verbal. És una qüestió de la relació entre un so que està estretament lligat amb el so que el precedeix o el segueix. És a dir, que el teixit musical és un ens on tots els sons estan molt lligats entre si, i tot porta a una altra cosa. Però seria fatal definir i intentar explicar tot això amb paraules. | » |
| — Alfred Schnittke, A Schnittke Reader - Schnittke's Conversations with Alexander Ivashkin | |   |

Per Schnittke, la repetició variada dels motius i el seu ús en diverses obres és un esdeveniment essencial: és un tret que han utilitzat compositors des de Bach fins a Xostakóvitx. "La veritat s'ha de transmetre de diverses maneres i en diferents moments, i per tant, ha d'haver-hi una constant repetició." És més, segons ell, això no només passa individualment, sinó que també acostuma a ocórrer entre un grup de persones dins el mateix període. És inevitable perquè és part de la seva "realitat espiritual, el camp de força on els compositors treballen".

## Obres

### Orquestral

#### Simfonies
- Simfonia núm. 0 (1957)
- Simfonia núm. 1 (1969-74)
- Simfonia núm. 2 "St. Florian" (1979)
- Simfonia núm. 3 (1981)
- Simfonia núm. 4 (1983)
- Simfonia núm. 5 [Concerto Grosso núm. 4] (1988)
- Simfonia núm. 6 (1992)
- Simfonia núm. 7 (1993)
- Simfonia núm. 8 (1994)
- Simfonia núm. 9 (1996-97)

#### Altres obres orquestrals
- Pianissimo (1968)
- In Memoriam... (1977–78) (versió orquestral del Quintet de Piano)
- Passacaglia (1979–80)
- Gogol Suite [Suite de 'The Census List'] (1980)
- Ritual (1984–85)
- (K)ein Sommernachtstraum (1985)
- Symphonic Prelude (1994)
- For Liverpool (1994)

### Obres Concertante

#### Violí i orquestra
- Concerto núm. 1 per a Violí i Orquestra (1957, revisat el 1963)
- Concerto núm. 2 per a Violí i Orquestra de Cambra (1966)
- Concerto núm. 3 per a Violí i Orquestra de Cambra (1978)
- Concerto núm. 4 per a Violí i Orquestra (1984)

#### Piano i orquestra
- Poema per a piano i orquestra (1953)
- Concert per a piano i orquestra (1960)
- Música per a piano i orquestra de cambra (1964)
- Concert per a piano i orquestra de corda (1979)
- Concert per a piano a quatre mans i orquestra de cambra (1988)

#### Violoncel i orquestra
- Concert per a violoncel núm. 1 (1986)
- Concert per a violoncel núm. 2 (1990)

#### Viola i orquestra
- Concerto per a viola i orquestra (1985)
- Monologue per a viola i cordes (1989)
- Concerto per a viola i orquestra (1997)

#### Altres instruments amb orquestra
- Concerto per a acordió (1949), obra perduda
- Concerto doble per a oboè, arpa i orquestra de cordes (1971) "a Heinz Holliger, Ursula Holliger i els Zagreb Soloists" (Lento)
- Concerto Grosso núm. 1 per a dos violins, piano preparat, clavicèmbal i 21 cordes (1977) (1. Preludio – 2. Toccata – 3. Recitativo – 4. Cadenza – 5. Rondò – 6. Postludio)
- Concerto Grosso núm. 1 per a flauta, oboè, clavicèmbal, piano preparat i orquestra de cordes (1988 version)
- Concerto Grosso núm. 2 per a violí, violoncel i orquestra simfònica triple (1981–1982) (1. Andantino-Allegro; 2. Pesante; 3. Allegro; 4. Andantino)
- Concerto Grosso núm. 3 per a dos violins, clavicèmbal, celesta, piano i 14 cordes (1985) (1. Allegro; 2. Risoluto; 3. Pesante; 4. Adagio; 5. Moderato)
- Concerto Grosso núm. 4 [Simfonia núm. 5], per a violí, oboè, clavicèmbal i orquestra (1988) (1. Allegro; 2. Allegretto; 3. Lento-Allegro; 4. Lento)
- Concerto Grosso núm. 5 per a violí, (fora de l'escenari) piano i orquestra (1990–1991) (1. Allegretto; 2.; 3. Allegro vivace)
- Concert triple per a violí, viola, cello i orquestra de cordes "Concerto for Three" (1994) (1. Moderato; 2. Larghetto; 3. Largo; 4. Minuet)
- Concerto Grosso núm. 6 per a piano, violí i orquestra de cordes (1993)
- "Five Fragments to Pictures of Hieronymus Bosch" per a tenor, violí, trombó, clavicèmbal, timpani i orquestra de cordes (1994) (Basat en texts d'Aeschylus) "a Vladimir Spivakov" (1. Lento; 2. Moderato; 3. Andantino; 4. Agitato; 5. Senza tempo)

### Música coral
- Nagasaki – oratori (1958)
- Voices of Nature (1972)
- Requiem (1974–75)
- Minnesang, per a 52 veus (1981)
- Seid Nüchtern und Wachet... [Cantata Faust] (1983)
- Three Sacred Hymns (1983–84)
- Concerto for Mixed Chorus (1984–85)
- Psalms of Repentance / Penitential Psalms (1988)

### Solo instrumental
- Fuga per a violí sol (1953)
- Sis preludis, per a piano (1953–1954)
- Variacions per a piano (1954–1955)
- Improvitsació i Fuga, per a piano (1965) (1. Lento; 2. Vivo)
- Variacions en una corda, per a piano (1965)
- "Potok" ("Stream"), composició electrònica (1969)
- Vuit Peces, per a piano (1971) Dedicades al seu fill Andrei (1. Folk Song – Andantino; 2. In the Mountains – Moderato; 3. Cuckoo and Woodpecker – Vivo; 4. Melody – Andante; 5. Tale – Lento; 6. Play – Allegro; 7. Children's Piece – Andantino; 8. March – Allegretto)
- Cadenza al Concert per a Piano en Do menor, K. 491, de Mozart (primer moviment) (1975)
- Dues Cadences per al Concert per a Violí en De major, Op. 61, de Beethoven, per a violí sol, 10 violins i timpani (1975–1977)
- In Memoriam Igor Strawinsky, Sergei Prokofiev and Dmitri Shostakovich per a piano a sis mans (1979) (Basat en el "Chinese March" de The Nightingale, Humoresque Scherzo i Polka de The Golden Age.)
- Two Short Pieces, per a orgue (1980)
- A Paganini, per a violí sol (1982)
- Cadenza to Mozart's Piano Concerto in C major KV 503 (primer moviment) (1983)

### Òperes
- L'11è manament (1962)
- La vida amb un idiota, òpera en 2 actes, libretto de Viktor Yerofeyev (1992)
- Historia von D. Johann Fausten, òpera en 3 actes i epíleg, libretto de Jörg Morgener (Jürgen Köchel) i Alfred Schnittke (1991–1994)
- Gesualdo, òpera en 7 tableaux, un pròleg i un epíleg, libretto de Richard Bletschacher (1993)

### Ballets
- Labyrinths, ballet en cinc episodis. Libretto de Vladimir Vasilyev. (1971)
- Der Gelbe Klang (The Yellow Sound), suite de ballet. Libretto de Wassily Kandinsky. (1973)
- Sketches, ballet en un acte. “Choerographic fantasia” d'Andrey Petrov basat en temes de Nikolai Gogol. (1985)
- Peer Gynt, ballet en tres actes de John Neumeier basat en el drama de Henrik Ibsen (1988)

### Bandes Sonores
- Adventures of a Dentist, film dirigit per Elem Klimov (1965, material reutilitzat a la Suite in the Old Style i a la Simfonia núm. 1)
- Commissar, film dirigit per Aleksandr Askoldov (1967)
- The Glass Harmonica, film dirigit per Andrei Khrzhanovsky (1968)
- Seagull, film dirigit per Youli Karassik (1970)
- Belorussian station, film dirigit per Andrei Smirnov (1970)
- Sport, Sport, Sport, film dirigit per Elem Klimov (1971)
- You and I, film dirigit per Larisa Shepitko (1971)
- Butterfly, film dirigit per Andrei Khrzhanovsky (1973)
- Agony, film dirigit per Elem Klimov (1974)
- The Ascent, film dirigit per Larisa Shepitko (1977)
- The Story of an Unknown Actor, film dirigit per Aleksandr Zarkhi (1977)
- Little Tragedies, film dirigit per Mikhail Schweitzer (1979)
- Ekipazh (Air Crew), film dirigit per Alexander Mitta (1979)
- Skazka Stranstviy (The Story of Voyages), film dirigit per Alexander Mitta (1982)
- Dead Souls, minisérie dirigit per Mikhail Shveytser (1984)
- The Last Days of St. Petersburg (1992)
- The Master and Margarita, film dirigit per Yuri Kara (1994)